# Shaijing, Sichuan
Shaijing (kinesiska: 晒经乡, 晒经) är en socken i Kina. Den ligger i provinsen Sichuan, i den sydvästra delen av landet, omkring 210 kilometer sydväst om provinshuvudstaden Chengdu. Antalet invånare är 4 057. Befolkningen består av 1 962 kvinnor och 2 095 män. Barn under 15 år utgör 19,0 %, vuxna 15-64 år 71 %, och äldre över 65 år 9,0 %.
Genomsnittlig årsnederbörd är 1 227 millimeter. Den regnigaste månaden är juli, med i genomsnitt 264 mm nederbörd, och den torraste är januari, med 8 mm nederbörd.